# Carlbeck-kommittén
Carlbeck-kommittén var en kommitté som tillsattes av Sveriges regering 2001 med uppdrag att se över utbildningen för elever med utvecklingsstörning utifrån visionen om en skola för alla. Kommittén tog sig namnet för att hedra pedagogen Emanuella Carlbeck som under 1800-talet var en pionjär när det gäller undervisning av personer med utvecklingsstörning. Utredningsarbetet pågick under tre år och redovisades 2004 med ett slutbetänkande med namnet För oss tillsammans – om utbildning och utvecklingsstörning (SOU 2004:98).
Slutbetänkandet innehåller grundläggande värderingar och konkreta förslag till åtgärder för att nå visionen om en skola för alla. En utgångspunkt var att kvalitén i utbildningen för barn, ungdomar och vuxna med utvecklingsstörning skulle höjas och att det i större utsträckning skulle komma tillstånd ett inkluderande arbetssätt, det vill säga att kontakten och samverkan mellan elever med och utan utvecklingsstörning skulle öka.

## Betänkandet
Kommitténs viktigaste beslut var att samverkan för en ökad inkludering i skolorna måste ske, och att rätten till grundsärskola och gymnasiesärskola endast skulle avse elever som tillskrivits en utvecklingsstörning. Detta beslut ska ses mot bakgrund av den lavinartade ökning av elever i särskola som skett sedan kommunaliseringen under tidigt 1990-tal. Genom vidgade valmöjligheter, större flexibilitet inom och mellan skolformerna, bättre användning av begåvningshjälpmedel och genom att höja personalens kompetens menade kommittén att även undervisningens kvalité skulle höjas. Elever i grundsärskola och gymnasiesärskola föreslås få en individuell utvecklingsplan. Kommittén föreslog även att uppdelningen av den obligatoriska särskolan i grundsärskola och träningsskola ska upphöra och att den obligatoriska särskolan ska benämnas grundsärskola och utgöra en egen skolform med ett särskilt kapitel i skollagen. Särvux föreslogs i fortsättningen benämnas utbildning för vuxna med utvecklingsstörning, samt att kommunerna ska stödja lärande för vuxna med utvecklingsstörning på samma sätt som för andra vuxna och att detta stöd kan ske i olika former.